# Holcocephala fernandezi
Holcocephala fernandezi là một loài ruồi trong họ Asilidae. Holcocephala fernandezi được Ayala miêu tả năm 1982. Loài này phân bố ở vùng Tân nhiệt đới.